# نگهبانانی از دیرباز ۲
نگهبانانی از دیرباز ۲ (به انگلیسی: The Old Guard 2) فیلم ابرقهرمانی آمریکایی محصول ۲۰۲۵ به کارگردانی ویکتوریا ماهونی، بر اساس فیلمنامه‌ای از گرگ روکا، بر پایهٔ کتاب کمیک او به همین نام است. این فیلم دنباله‌ای مستقیم بر نگهبانانی از دیرباز (۲۰۲۰) است که در آن شارلیز ترون، کیکی لین، هنری گلدینگ، ماتیاس خونارتس، مروان کنزاری، لوکا مارینلی، وان ورونیکا انگو، چیویتل اجیوفور و اوما تورمن به ایفای نقش پرداخته‌اند.

## بازیگران
- شارلیز ترون در نقش اندی/آندروماش سکایی
- کیکی لین در نقش نیل فریمن
- ماتیاس خونارتس در نقش بوکر/سباستین لو لیور
- مروان کنزاری در نقش جو/یوسف الکیسانی
- لوکا مارینلی در نقش نیکی / نیکولو دی جنووا
- ورونیکا نگو در نقش کوئن
- چیویتل اجیوفور در نقش جیمز کوپلی
- اوما تورمن
- هنری گلدینگ

## تولید
در ژوئیه ۲۰۲۰، گرگ روکا اظهار داشت: «[...] ایجاد یک دنباله بسیار سرراست است. یک فیلم دیگر می‌خواهید؟ در اینجا راهی برای ورود به آن وجود دارد.» در همان ماه، شارلیز ترون علاقه خود را به فیلم دوم ابراز کرد و گفت: «بگذارید کمی استراحت کنیم، اما با توجه به این واقعیت که همهٔ ما واقعاً می‌خواهیم این کار را انجام دهیم، مطمئن هستم که زمان مناسبی برای آن است. ما گفتگو را آغاز می‌کنیم.»
در ۲۷ ژانویه ۲۰۲۱ گزارش شد که نتفلیکس چراغ سبز یک دنباله را اهدا کرده است. در ۲۶ اوت، اعلام شد که ویکتوریا ماهونی جایگزین جینا پرینس-بایدوود به عنوان کارگردان دنباله خواهد شد. ترون، کیکی لین، ماتیاس خونارتس، مروان کنزاری، لوکا مارینلی، ورونیکا انگو و چیویتل اجیوفور برای ایفای نقش‌های مربوطه خود از فیلم اول انتخاب شدند. در ژوئن ۲۰۲۲، اوما تورمن و هنری گلدینگ برای نقش‌هایی نامعلوم انتخاب شدند، در حالی که گرگ روکا تأیید شد که فیلمنامه را برای تهیه‌کنندگان دیوید الیسون، دانا گلدبرگ، دان گرینجر، ترون، بت کانو، ای‌جی دیکس، مارک اونس و پرینس-بایتوود نوشته است.
تصویربرداری اصلی در ژوئن ۲۰۲۲ آغاز شد. برخی از صحنه‌ها در استودیوی چینه‌چیتا در ایتالیا فیلمبرداری شدند. در اوت ۲۰۲۲، مجموعه‌ای از سِتِ فیلم آتش گرفت و باعث تأخیر در تولید فیلم شد. فیلم‌برداری اضافی در بریتانیا انجام شد و در سپتامبر ۲۰۲۲ به پایان رسید.